# Merenre I.
Merenre Nemtjemsaf I. je bil četrti faraon Šeste egipčanske dinastije, ki je vladal od 2287 do 2278 pr. n. št. Njegovo ime je povezano z boginjo Nemti. V preteklosti se je bralo Antjemsaf, kar se je izkazalo za napačno.

## Življenjepis
Merenre je bil sin faraona Pepija I. in kraljice Ankesenpepi I. in vnuk vezirke Nebet in njenega moža Kuija. Za Merenreja je v preteklosti veljalo, da je bil nekaj časa sovladar svojega očeta Pepija I. Po odkritju Kamna iz južne Sakare sta Vasil Dobrev in Michel Baud dokazala, da je neposredno nasledil svojega očeta. Na zelo poškodovanem dokumentu se je ohranil zapis, da je bilo zadnjem letu Pepijevega vladanja 25. štetje živine, kateremu je brez prekinitve sledilo prvo vladarsko leto Merenreja I.
Merenreja je, tako kot njegovega očeta, zanimala Nubija in je prodrl globoko na njeno ozemlje. Razen tega je začel utrjevati svojo oblast. Za guvernerja Gornjega Egipta je imenoval Venija in razširil oblast nad več drugimi guvernerji. Nekoč je veljalo, da je kmalu umrl, nedavna odkritja pa so to domnevo ovrgla in dokazala, da je vladal malo manj kot deset let. Na Kamnu iz južne Sakare se je ohranilo leto po drugem štetju živine, napis št. 6 iz kamnoloma Hatnub pa omenja Merenrejevo peto štetje živine, kar ustreza 10. letu vladanja, če so bila štetja vsaki dve leti.
Na Kamnu iz južne Sakare je še en zapis, s katerega je razvidno, da je vladal najmanj 11–13 let, če so bila štetja živine dosledno vsaki dve leti, vendar so bila tudi vmes. 18. štetje živine, na primer, je bilo v 30. letu Pepijevega vladanja, zato je mogoče, da je Merenre vladal manj kot 11 let. 
Pečati vladarjev iz Šeste dinastije in kamiti bloki iz Sakare kažejo, da je bila Mererejeva teta Ankesenpepi II. Pepijeva in njegova žena. Ker Kamen iz južne Sakare kaže, da je Merenre I. vladal med Pepijem I. in Pepijem II. in vladal najmanj ali malo več kot deset let, kaže, da je bil on oče Pepija II. in ne Pepi I., kot se je domnevalo. Merenrejeva hčerka Ankesenpepi III. je bila žena Pepija II.